# Lumas
Lumas è una frazione del comune di Kuçovë in Albania (prefettura di Berat).
Fino alla riforma amministrativa del 2015 era comune autonomo, dopo la riforma è stato accorpato, insieme agli ex-comuni di Kuçovë, Kozare e Perondi a costituire la municipalità di Kuçovë.

## Località
Il comune è formato dall'insieme delle seguenti località:
- Lumasi
- Luzaj
- Pëllumbas
- Katundas
- Zelevizhda
- Belesova
- Mendraku
- Sheqëz
- Bardhaj
- Pashtraj
- Vodëz
- Krekëz
- Koritëz